# Національна портретна галерея Швеції
Національна портретна галерея Швеції (швед. Statens porträttsamling) — портретна галерея, розташована у замку Гріпсгольм (Марієфред, Швеція). Одна з п'яти національних портретних галерей у світі.
Галерея отримала статус національної портретної галереї за часів правління Густава III.
Національна портретна галерея була офіційно заснована 1822 року, в її колекції більш ніж 4000 портретних робіт відомих шведів починаючи з XVI століття до наших днів. З 1860 року Національна портретна галерея входить до складу Національного музею Швеції.
Щороку Товариство Гріпсгольм передає галереї по одному портрету. Ця угода періодично продовжується. Щороку Товариство Гріпсхольма замовляє і дарує колекції портрет видатного шведського громадянина міжнародного рівня. Багато портретів є роботами видатних шведських художників.

## Галерея

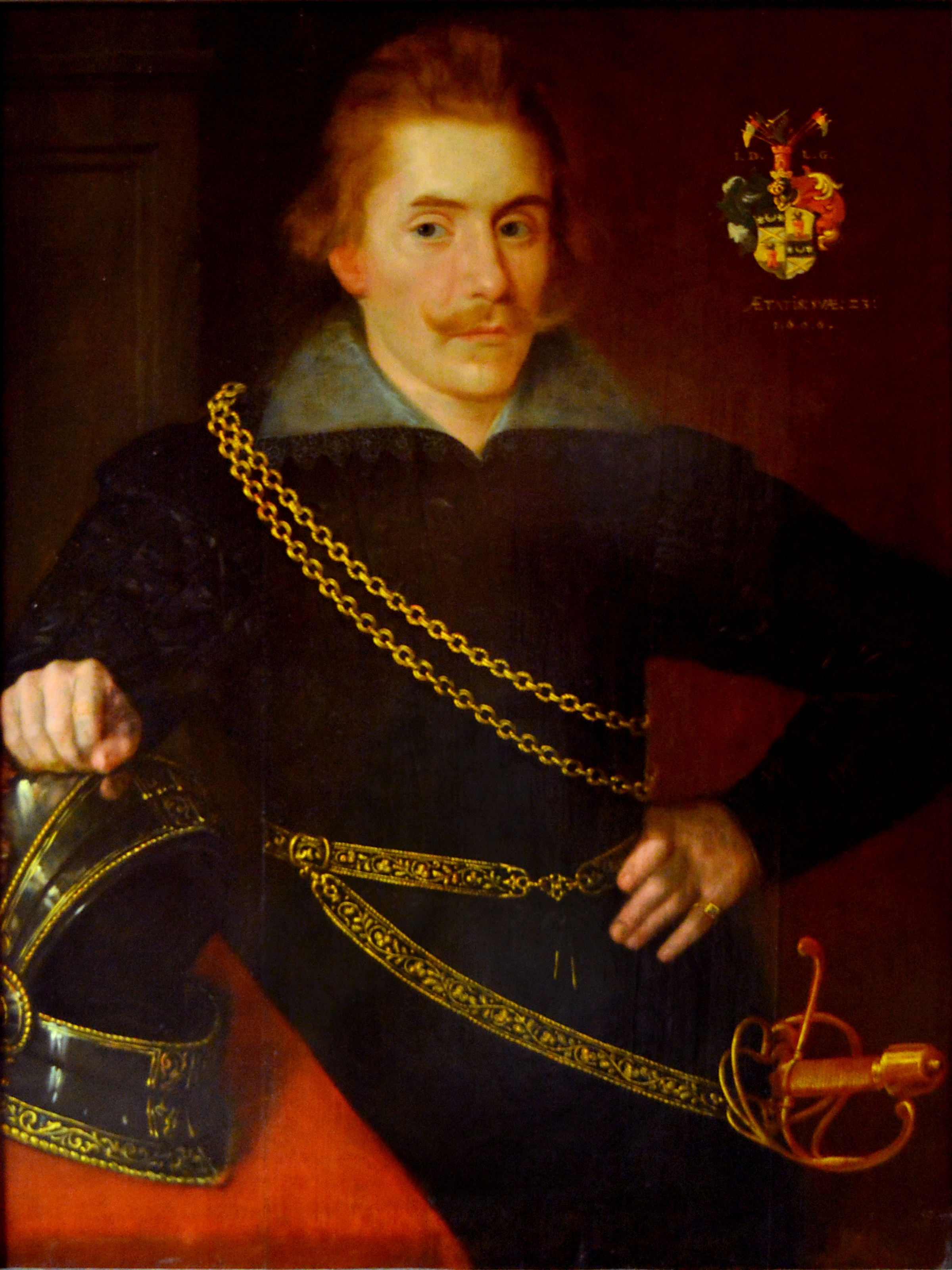
Якоб Понтуссон Делагарді
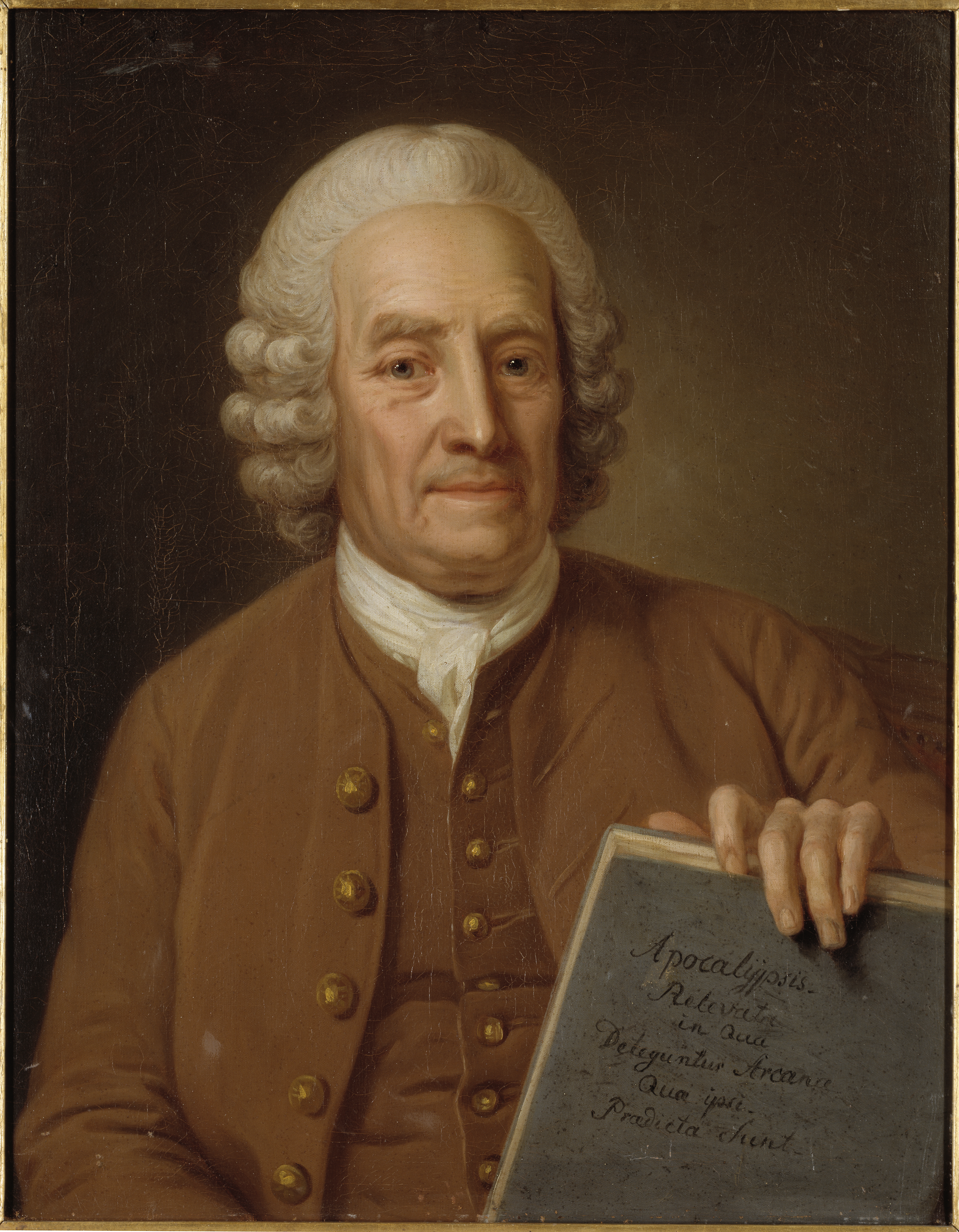
Еммануїл Сведенборг, художник Пєр Краффт старший
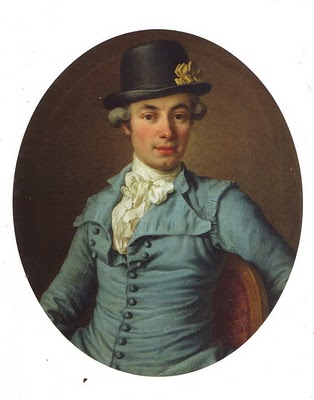
Адольф Людвіг Стєрнельд, художник Ульріка Паш
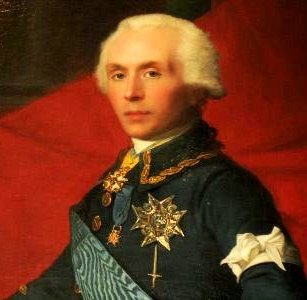
Курт фон Стедінгк, художник Карл Фредерік фон Бреда
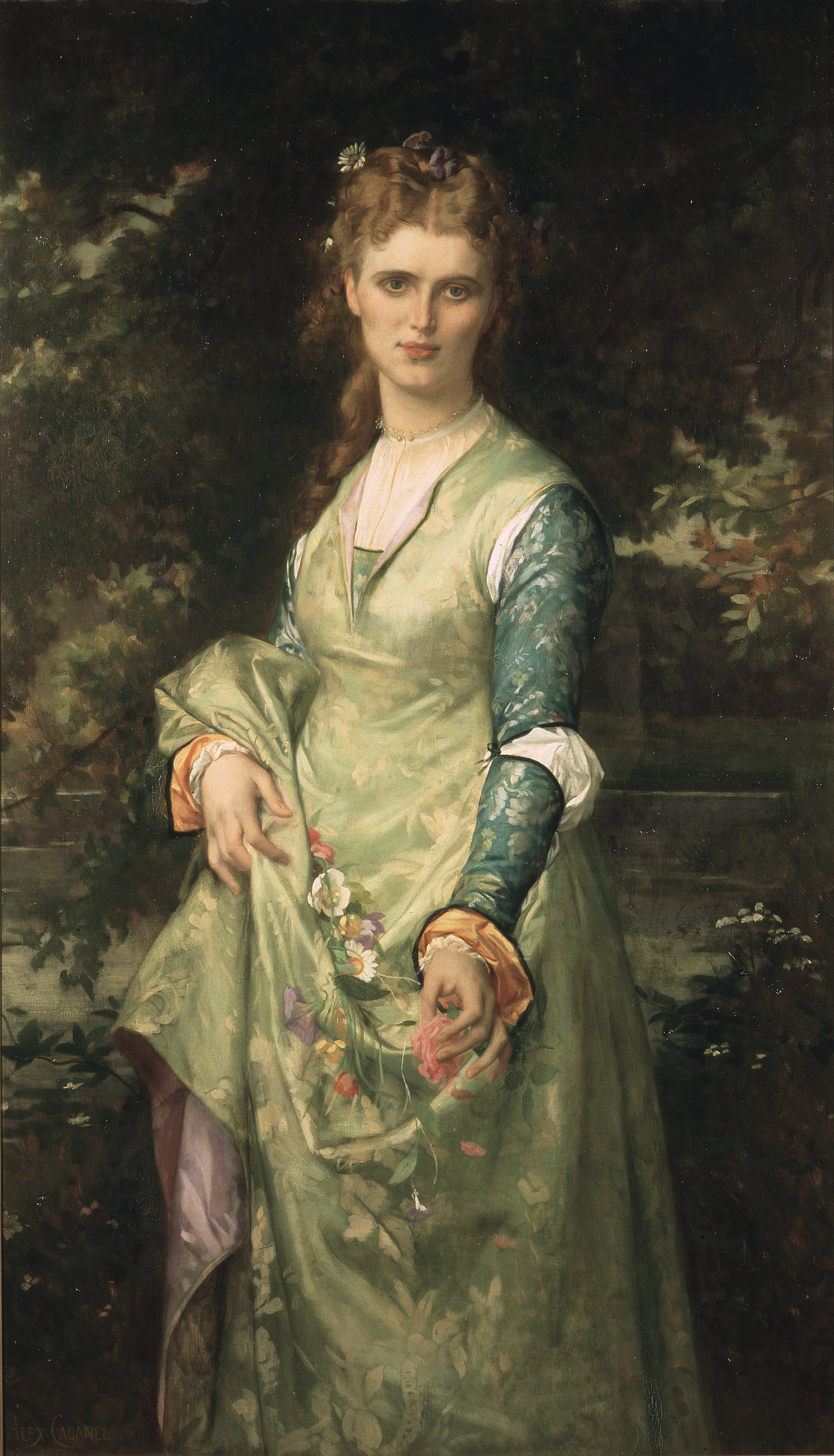
Крістіна Нільссон, художник Александр Кабанель
Ерік Аксель Карлфельдт, художник Карл Ларссон